# Hanny’s Voorwerp
A Hanny’s Voorwerp (holland nyelven: Hanny objektuma) egy mélyégobjektum, gázfelhő. Hanny van Arkel, holland tanár fedezte fel 2007-ben a civilek számára Galaxy Zoo néven 2007. július 11-én indított galaxis-osztályozási kutatóprogram során. A fényképeken fura kinézetű parányi ködösségként jelenik meg, közel van az IC 2497 jelű spirálgalaxishoz, színe a látható fény tartományában zöldes. Csillagokat nem tartalmaz.
A European Very Long Baseline Interferometry Network (EVN) („európai, nagyon hosszú bázistávolságú interferometrikus hálózat”) és a Nagy-Britanniában lévő Multi-Element Radio Linked Interferometer Network (MERLIN) („többelemű, rádiócsatolt interferométer-hálózat”) rádiótávcsöveinek mérései alapján azt állapították meg, hogy az alakzatot az IC 2497 galaxisban elhelyezkedő aktív galaxismag, egy szupermasszív feketelyuk, illetve egy jet sugárzása gerjeszti, és készteti fénykibocsátásra. Holland kutatók véleménye szerint a Hanny’s Voorwerp hőmérséklete elérheti a 10 000 fokot. A rádiójelek intenzív csillagkeletkezésre is utalnak, ez egy 3000 fényév átmérőjű területre koncentrálódik. A mérések szerint az IC 2497 évente 70 Naptömegnyi anyagot bocsát ki, ez kb. hatszor annyi, amint a hozzá közeli M82 galaxisé.
Szokatlan jelenség egyszerre a csillagkeletkezés és az intenzív rádiójel-kibocsátás.

## Leírás
Az objektum nem tartalmaz csillagokat, ezenkívül egy 16 ezer fényév átmérőjű nagy, központi lyuk található benne (összehasonlításképpen: a mi Tejútrendszerünk átmérője körülbelül 100 ezer fényév). Az objektum képei felkerültek a NASA Astronomy Picture of the Day weboldalára is, amelyeket Dan Smith (Liverpool John Moores University), Peter Herbert (University of Hertfordshire) és Chris Lintott (University of Oxford) készítettek, utóbbi a 2 és fél méteres Isaac Newton teleszkóppal. Az objektum szokatlanul zöldes a többi égitesthez képest, ami fénylő emissziós vonalak jelenlétére utal. Ezen kívül mérések alapján kimutatták, hogy távolsága a Földtől megegyezik az IC 2497-ével (a legtöbb képen együtt látható a két objektum).
Az objektum fényspektruma azt mutatja, hogy forró, magasan ionizált gázt tartalmaz.

### Korábbi elképzelések
Bill Keel (University of Alabama) és munkatársai a Swift űrtávcsővel végeztek méréseket, hogy detektálják az égitest irányából esetleg érkező röntgen- és ultraibolya sugárzást. Ez teljes kudarccal járt, így kizárható volt, hogy esetleg egy nagy tömegű fekete lyukat rejtő kvazár bújna meg Hanny objektumában.
További feltételezések szerint a felhő egy kis méretű galaxis maradványa, ami egy kb. 100 ezer évvel ezelőtt kialudt kvazár fényét veri vissza – egyfajta kozmikus visszavert fényt kibocsátva hosszú idővel az egykori kvazár energiatermelésének leállása után (pl. mert elfogyott a kívülről beszippantható anyag a környezetéből). Az viszont tisztázatlan maradt, hogy a kvazár miért nem látszik a képeken.
Egy lehetséges magyarázat a hiányzó fényforrásra, hogy a feltételezett kvazár által előidézett fénylés csak egy ideiglenes jelenség volt. Ebben az esetben viszont a kvazár hatásai az objektumon még láthatóak lennének az objektum és a mellette fekvő galaxisbeli kvazár közti néhány tízezer fényéves távolság miatt, tehát az objektumnak úgynevezett „visszfényt” (light echo) vagy „szellemképet” (ghost image) kéne mutatnia, amilyen típusú jelenségek viszont mind idősebbek, mint a galaxisban jelenleg megfigyelhető folyamatok.

## Jövőbeni kutatások
A Hanny-objektum pontos természete rejtély, aminek megoldásához a Hubble űrtávcsövet is segítségül hívják.
Az objektum és a szomszédos galaxis természetesen jelenleg is asztrofizikai kutatások tárgyát képezik. Ezen kívül megállapodtak már az galaxisban található szupermasszív fekete lyuk aktivitásának vizsgálatáról is, amit az XMM-Newton, valamint Suzaku röntgen-űrteleszkópok fognak végezni.